# Fort Valmaggiore
Fort Valmaggiore obalna je utvrda koja se smjestila na Štinjanskoj nizini Valmaggiore.
Izgrađena je u razdoblju od 1884. godine do 1886. godine te je bila u funkciji od 1886. do 1945. godine, pa je zatim bila u funkciji od 1950. godine do 1959. godine. Tvrđava je slabije oštećena 1945. godine u njemačkom bombardiranju u Drugom svjetskom ratu. Nova željezna vrata napravljena su joj 2014. godine. Građena je od betona i čelika, i ima duži podzemni tunel s jedne strane koji vodi u kazamatiranu prostoriju. Utvrdu su Talijani razarali 1930-ih godina, ali je ostala gotovo potpuno sačuvana.